# Нижняя Сарафаниха
Ни́жняя Сарафаниха — деревня в составе Чащихинского сельсовета Краснобаковского района Нижегородской области.
Располагается на правом берегу реки Ветлуги.